# Aleksandr Lobkov
Aleksandr Lobkov (nacido el 7 de octubre de 1990) es un tenista profesional ruso.

## Carrera
Su mejor ranking individual es el n.º 249 alcanzado el 21 de febrero de 2011, mientras que en dobles logró la posición 391 el 15 de agosto de 2011.
No ha logrado hasta el momento títulos de la categoría ATP ni de la ATP Challenger Tour, aunque sí ha obtenido varios títulos Futures tanto en individuales como en dobles.